# 703
703 (DCCIII na numeração romana) foi um ano comum do século VIII, do Calendário Juliano, da Era de Cristo, teve início e fim em uma segunda-feira, com a letra dominical G.
| ano completo                         |
| ------------------------------------ |
| Ano comum com início à segunda-feira |

## Mortes
- Jito, 41º imperador do Japão.